# Schuldrechtanpassungsgesetz
Das Schuldrechtanpassungsgesetz (SchuldRAnpG; SchuldR-AnpG) regelt den Verbleib von Gebäuden auf fremden Boden (z. B. Garagen, Gartenhäuser). Das Gesetz betrifft DDR-Verträge zur Überlassung des Grundstückes (Mietverträge, Pachtverträge), die bis zum 2. Oktober 1990 geschlossen wurden. Für Gebäude, die zu Wohnzwecken genutzt werden, kommt stattdessen das Sachenrechtsbereinigungsgesetz zum Tragen.

## Inhalt des Gesetzes
Ab 4. Oktober 2015 kann der Grundstückseigentümer den Vertrag kündigen, muss aber eine Entschädigung leisten (Zeitwert des Bauwerks). Kündigt der Besitzer des Bauwerks, kann er eine Entschädigung verlangen, falls durch das Bauwerk der Verkehrswert des Grundstücks erhöht wird. Nach sieben Jahren (am 3. Oktober 2022) endet der Schutz der DDR-Nutzungsverträge endgültig. Mit der Beendigung des Nutzungsvertrages geht das Eigentum an den Baulichkeiten auf den Grundstückseigentümer über.

## Verkauf solcher Gebäude
Im „Merkblatt des Bundesministeriums der Justiz – Zum Nutzerwechsel bei Erholungs- und Garagengrundstücken in den neuen Ländern“ vom 1. Juli 1996 wird empfohlen, beim Verkauf solcher Garagen/Gartenhäuser einen Vertrag abzuschließen, bei dem der Miet-/Pachtvertrag mit dem neuen Eigentümer weitergeführt wird (im Gegensatz zu beenden und neu). Bei diesen dreiseitigen Verträgen unterzeichnen Verkäufer, Käufer und Verpächter.